# 基斯尼齊亞
48°25′26″N 28°43′26″E / 48.42389°N 28.72389°E
基斯尼齊亞（烏克蘭語：Кісниця），是烏克蘭的村落，位於該國西南部文尼察州，由圖利欽區負責管轄，始建於1200年，面積2.4平方公里，海拔高度176米，人口305，人口密度每平方公里192.32人。